# Смирновы (Истобенское сельское поселение)
Смирновы — деревня в Оричевском районе Кировской области в составе Истобенского сельского поселения.

## География
Расположена на расстоянии примерно 4 км на восток от административного центра поселения села Истобенск.

## История
Известна с 1710 года как деревня Мануйловская с 1 двором, в 1765 уже 79 жителей. В 1873 году здесь (Мануйловская 1-я или Смирновы, Дыраны, Суричи) отмечено дворов 22 и жителей 148, в 1905 (Мануйловская или Смирновы) 11 и 86, в 1926 (Смирновы или Мануйловская 1-я) 13 и 74, в 1950 18 и 66, в 1989 оставался 21 житель. Настоящее название утвердилось с 1950 года. 

## Население
Постоянное население  составляло 19 человек (русские 100%) в 2002 году, 7 в 2010.